# الطائرات بدون طيار في إدارة حرائق الغابات

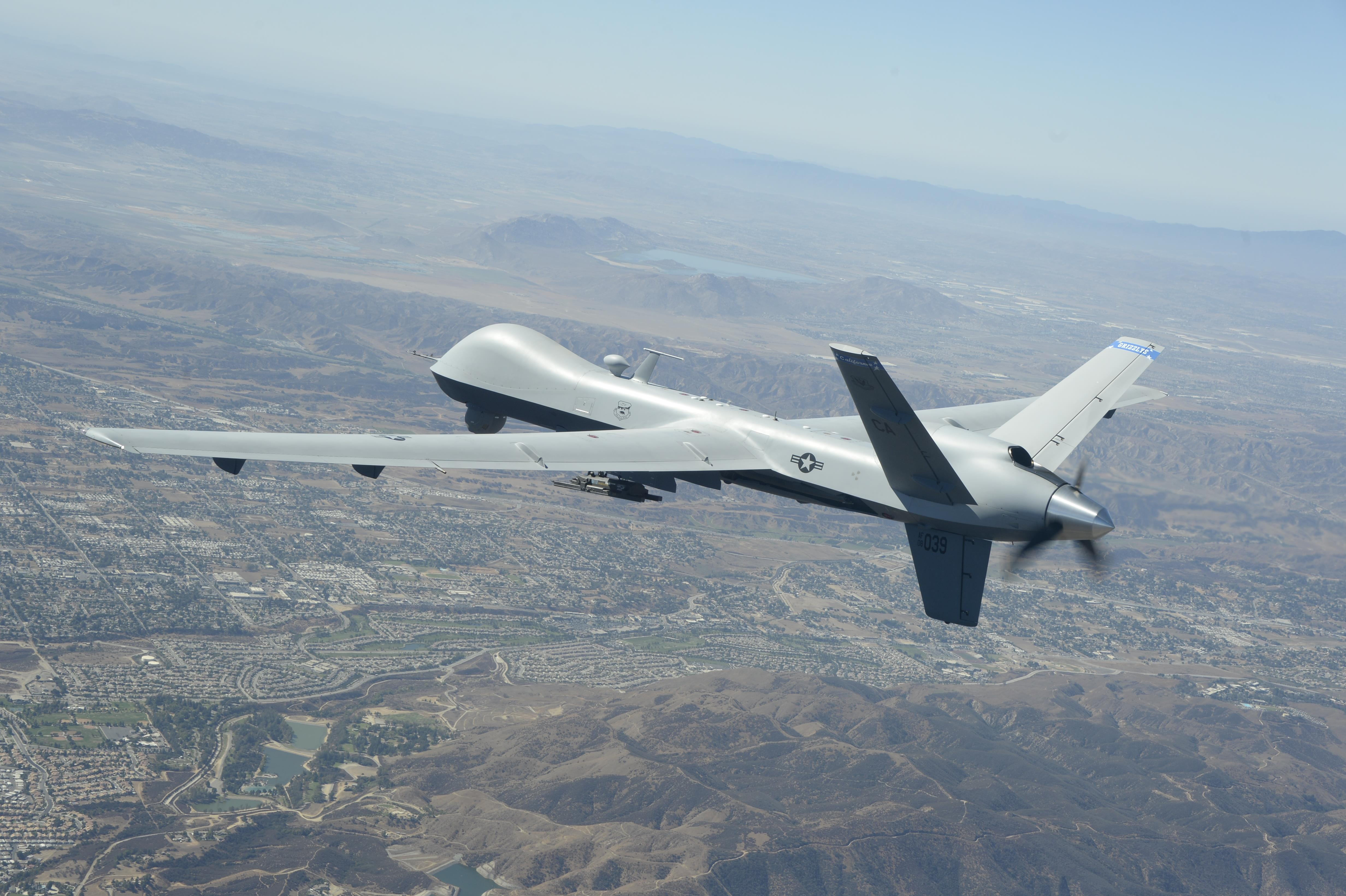
طائرة MQ-9 لدعم السلطات المدنية التي تكافح حرائق الغابات المميتة في شمال كاليفورنيا

## الطائرات بدون طيار في إدارة حرائق الغابات
تُستخدم الطائرات دون طيار -المعروفة أيضًا باسم الأنظمة المركبات الجوية دون طيار (UAS / UAV) أو الطائرات الموجهة عن بُعد- في مراقبة الحرائق وقمعها، فهي تسهم في الكشف عن الحرائق واحتوائها وإطفاءها، وتستخدم أيضًا لتحديد موقع النقاط الساخنة وخروقات حريق ومن ثم توصيل المياه إلى الموقع المتضرر، وتتفوق من جهة القدرة على المناورة على طائرات الهليكوبتر أو غيرها من الطائرات المأهولة.
إنها تساعد رجال الإطفاء على تحديد مكان انتشار الحريق من طريق تتبع أنماط الحريق ورسم خرائط لها، لتمكن العلماء وموظفي الحوادث من اتخاذ قرارات مستنيرة. يمكن لهذه الأجهزة أن تطير عندما (وحيثما) لا تستطيع الطائرات المأهولة الطيران.
ترتبط بتكلفة منخفضة وهي أجهزة مرنة توفر دقة عالية للموضع الزماني المكاني.
طائرة MQ-9 Reaper موجهة عن بعد مخصصة للجناح 163d Attack Wing تحلق فوق سماء جنوب كاليفورنيا في رحلة تدريبية إلى قاعدة March Air Reserve Base في كاليفورنيا في 15 سبتمبر 2016. يقوم الجناح بتحليق طائرات MQ-9 لدعم السلطات المدنية التي تكافح حرائق الغابات المميتة في شمال كاليفورنيا. (الحرس الوطني الجوي، تصوير الرقيب الفني نيل باليسير)
فيديو الأشعة تحت الحمراء هذا مأخوذ من أعلى حريق شمال أومبكوا بوساطة ماركوس توبي، BLM. حرق هذا الحريق في جنوب غرب ولاية أوريغون نحو 43000 فدان.
البيانات التي يجري جمعها من طريق هذه الأجهزة فريدة ودقيقة، لأنها تطير على ارتفاع منخفض وبطيء ولفترة طويلة.
يمكنهم أيضًا جمع صور عالية الدقة وبيانات تحت السنتيمتر في الدخان والليل، يوفر لرجال الإطفاء الوصول إلى البيانات في الوقت الفعلي دون تعريض حياة الطيارين للخطر.
ان إدارة أسطول من الطائرات دون طيار يعمل على مدار الساعة طوال أيام الأسبوع فوق أي ارض غابات ضخمة يمثل تحديًا. إذ تشكل الطائرات العامة دون طيار خطرًا أعلى من حرائق الغابات ويمكن أن تودي بحياة الناس. تجبر وكالات الاستجابة للحريق على إيقاف طائراتها لتحنب احتمال حدوث تصادم في الجو.
تثبط السياسات في الولايات المتحدة وكندا واستراليا استخدام الطائرات دون طيار العامة بالقرب من الغابات.
سجلت مستشعرات التصوير الحراري بالأشعة تحت الحمراء على طائرة الأبحاث غير المأهولة التابعة لناسا هذه الصورة لوادي العشب - سلايد فاير بالقرب من بحيرة أروهيد - الينابيع الجارية في جبال سان برناردينو في جنوب كاليفورنيا قبل ظهر يوم 25 أكتوبر.
فسيفساء ملونة من الصور المكسوة فوق التضاريس، باتجاه الشرق. تظهر النار النشطة باللون الأصفر، بينما تظهر المناطق الساخنة المحترقة مسبقًا بظلال من الأحمر الداكن والأرجواني. تظهر المناطق غير المحترقة بألوان خضراء.

## الوصف
تتيح الطائرات دون طيار لرجال الإطفاء بيانات دقيقة، باستخدام البيانات في الوقت الفعلي يمكن لرجال الإطفاء تحديد المكان الذي سيتحرك فيه الحريق بعد ذلك، ومساعدتهم على اتخاذ قرارات سريعة ووضع خطة إستراتيجية حول الحركة والإخلاء.
يزود المصنعون هذه الأجهزة بكاميرات الأشعة تحت الحمراء التي تلتقط اتجاه الرياح وصور عالية الدقة للدخان ومتغيرات أخرى. تسمح القدرة على العمل على ارتفاع منخفض لرجال الإطفاء باستخدام الطائرات دون طيار لتحديد طرق الهروب السريع تستخدم هذه في الموافقة على الرحلات الجوية لرصد حرائق الغابات الهائلة في شمال غرب المحيط الهادئ الأمريكي وأستراليا.
يحد استخدام الطائرات دون طيار من التعرض ويقلل من المخاطر التي يتعرض لها الطيارون ورجال الإطفاء في البراري.
سهلة التحزيم وقادرة على الطيران في المواقع البعيدة.
يمكن لهذه الطائرات أن تطير بسرعة تصل إلى 40 ميلًا في الساعة، يمكن لطياري الطائرات دون طيار تشغيل الأجهزة بسرعات متفاوتة لمساعدة الناس على رؤية ما يحدث بنحو أفضل، يمكن مشاهدة الإرسال من الطائرات دون طيار أو الطائرات دون طيار على كمبيوتر محمول في محطة أرضية متنقلة. يبلغ وزن الطائرة دون طيار 15 رطلًا ويبلغ طول جناحيها ستة أقدام، ويبلغ مداها نحو ثمانية أميال ويمكنها البقاء في الهواء مدة ساعة دون إعادة شحنها.
يمكن برمجة الطائرة للطيران من تلقاء نفسها، ولكن سيراقب طيار السلامة العمليات في أثناء الاختبارات.
تعمل هذه أيضًا بوصفها أدوات لبدء الحرائق المخططة والمراقبة لإزالة الشجيرات التي يصعب قتلها.
الطائرات دون طيار هي جزء من أبحاث الحرائق وإدارتها.

### أنظمة بيض التنين
جرت دراسة الطائرات دون طيار أيضًا بوصفها أدوات لبدء الحرائق المخطط لها والمراقبة لإزالة الشجيرات التي يصعب قتلها، ويطلق عليه «نظام بيض التنين». تشبه هذه كرات البينج بونج ولكنها مليئة بمسحوق برمنجنات البوتاسيوم ويتم حقنها بالجليكول وإسقاطها في الموقع المستهدف، تشتعل الكرات بعد نحو 30 ثانية من الحقن لإشعال حريق متحكم فيه.
كان طالب الماجستير من جامعة أيداهو أول شخص يقود «موزع كروي بلاستيكي بنظام جوي دون طيار» لنشر النار على حريق هائل تدار اتحاديًا قرب فلاغستاف، أريزونا.

## التكامل
أصبحت الطائرات دون طيار تدريجيًا جزءًا لا يتجزأ من مكافحة حرائق الغابات في الولايات المتحدة وكندا وأستراليا وأوروبا وتايلاند.

### الولايات المتحدة
تشهد الولايات المتحدة مواسم حرائق غابات أطول، وفقًا لخدمة الغابات الأمريكية. أدى تغير المناخ إلى إطالة موسم حرائق الغابات وزيادة تكلفة مكافحة الحرائق. في عام 2018، أصدر الرئيس أمرًا تنفيذيًا بشأن إدارة حرائق الغابات دعا فيه إلى زيادة استخدام الطائرات دون طيار.